# Balans (uitgeverij)
Uitgeverij Balans is een Nederlandse onafhankelijke uitgeverij, die non-fictie uitgeeft op het gebied van geschiedenis, politiek, economie, (auto)biografie, journalistiek, cultuur, religie, ethiek, psychiatrie en andere maatschappelijk relevante onderwerpen. Najaar 2002 werd Balans overgenomen door WPG Uitgevers. Oprichter Geurt Gaarlandt werd als uitgever opgevolgd door Plien van Albada, hoewel dit geen grote inhoudelijke verandering betekende.

## Bekende auteurs
Op de auteurslijst van Balans staan zo’n 350 namen. Een bekende uitgave is de biografie van Cees Fasseur Wilhelmina: de jonge koningin (2003). Markante auteurs zijn onder anderen Suzanna Jansen, Wim Kayzer, Karina Schaapman, René Kahn, Cees Fasseur, Bill Clinton en Hillary Clinton, Irvin D. Yalom, Vasili Grossman en Raynor Winn.